# Sophie Hüe
Pour les articles homonymes, voir Hue.
Sophie Hüe (1815-1893) est une poétesse française.

## Biographie
Sophie Hüe, née Sachs à Lorient, passa toute sa vie en Bretagne, écrivant des fables et poèmes. Elle collabora à la revue L'Hermine Son recueil Les maternelles a reçu un prix de mille francs  de l'Académie française. Charitable, elle a fait don des bénéfices pour des œuvres caritatives. Elle est morte à Rennes en 1893.

## Œuvres
- Les Maternelles, Paris, P. Brunet, 1867 (lire en ligne sur Gallica)
  - Petite mère… c'est toi
  - Le Marchand de sable
  - Le petit marin